# Беспорядки в Коркине
Беспорядки в Коркине Челябинской области произошли 24 октября 2024 года после убийства местной жительницы (водителя такси), в котором обвинили двух цыган.

## Предыстория
Вечером 23 октября найдена мёртвой 40-летняя таксистка Елена Сарафанова. По данным местных СМИ, перед гибелью она ездила на вызов к местным цыганам в посёлок Тимофеевка. На теле женщины нашли несколько ножевых ранений. На следующий день правоохранительные органы отчитались о задержании 17-летнего подозреваемого в убийстве. По версии следствия, между таксисткой и подозреваемым, который ехал в её машине, произошёл конфликт, в ходе которого он «причинил женщине не менее четырёх колото-резаных ранений в область грудной клетки».

## Ход событий
Вечером 24 октября 2024 года около 150 местных жителей пришли к дому, где предположительно проживали подозреваемые в убийстве, и стали бить стёкла. Из дома мужчина выстрелил в двоих из толпы, а затем скрылся.
Собравшиеся кричали о бездействии полиции и о том, что о проблемах с диаспорой известно давно, но они никак не решаются. Они повредили несколько машин и подожгли как минимум один дом. Один из домов также закидали камнями.
Затем для защиты цыган прибыл ОМОН, и его бойцы начали задерживать участников беспорядков. 43 человека были задержаны, их отпустили из полиции после составления протоколов о мелком хулиганстве (статья 20.1 КоАП).

## Последствия
Утром 25 октября управление Следственного комитета по Челябинской области сообщило о задержании 58-летнего жителя Коркина, открывшего стрельбу по окружившей дом толпе. Глава Следственного комитета Александр Бастрыкин «в связи с широким общественным резонансом» поручил передать уголовные дела об убийстве таксистки и о покушении на убийство в главное следственное управление СК РФ. 
Глава Челябинской области Алексей Текслер пообещал выделить материальную поддержку семье погибшей.
Начальник ОВД Коркино Владимир Дякин был отстранён от исполнения служебных обязанностей.